# 超魔神英雄伝ワタル ANOTHER STEP
『超魔神英雄伝ワタル ANOTHER STEP』（ちょうマシンえいゆうでんワタル アナザーステップ）は、1998年4月23日にバンプレストから発売されたPlayStation用ロールプレイングゲーム。アニメ『超魔神英雄伝ワタル』の外伝作品。

## 概要
『超魔神英雄伝ワタル』の1998年2月12日放送の19話から1998年3月5日放送の22話までの間に登場した過去の救世主「炎部ワタル」を主人公とするゲーム作品。メディアミックス展開の1つとして発売された。ゲーム内でもテレビシリーズと同様、共演を果たし、サクヤとアラゴトの魔神、そして龍神丸（炎部型）のパワーアップ形態がここで登場する。

## システム

### バトル
バトル画面は大きく分けて以下の3種類がある。
- ボーリングバトル - フィールド上にいるブリキントンに接触すると開始する。内容はオーソドックスなRPG風の戦闘で、敵を全滅させると勝利となる。
- IQバトル - 主にボス戦で行われる4種類のミニゲーム。
  - 「ブリキントンたたき」 - ブリキントンマシーンからケーキを守るアクションゲーム。
  - 「きおくりょくゲーム」 - 光った数字の順番を当てるゲーム。
  - 「ヒット・アンド・ブロー」 - 裏返しになっている3枚のカードの数字と場所を当てるカードゲーム。
  - 「15パズル」 - バラバラになっているイラストを動かし、元通りに完成させるパズルゲーム。
- 魔神バトル - ボス戦の最後に行われる。ワタルの龍神丸と敵の魔神が一騎討ちで勝負するもので、敵のHPをゼロにすると勝利となる。

### もんペット
創界山で時代を問わず大流行しているペットボトルで飼うモンスターで、戦いの手助けとなる。
もんペットはボーリングバトルにおいて、ワタルの必殺技「もんペット」を使用するともんペットを敵にぶつけて攻撃することができる。ただし、サクヤまたはワルリーヌが戦闘可能でないと使うことができない。メニュー画面でボーリングバトルに参加するもんペットを4体まで決めることができる。育成可能なもんペットを店で買うことができる他、フィールドにある「もんペットボトル」から「ノラもんペット」を入手できる。ノラもんペットはレアなタイプで、1回使うと無くなるが高い攻撃力を持つ。
もんペットのランクはAからGまであり、Aランクに近づくほど強くなっていく。ボーリングバトルを繰り返すことでランクが上がり、攻撃力がアップし必殺技も強力なものに変化する。もんペットには水・火・雷の3つの属性があり、属性と地形が合うと必殺技で攻撃して敵に大ダメージを与えることができる。

### 施設
村や町などにはコンビニ、もんペットショップ、宿屋などの施設がある。ガンボ（お金）で買い物ができるのはコンビニともんペットショップの2つで、コンビニでは各種アイテムと装備品が買える。ただし、商品を選んでからレジに行かずに店を出ようとすると万引きとみなされ店員に呼び止められ、無視して店を出ると所持金から買った分の料金が引かれる。また、各村の宿屋の前にはウェスタン（西部劇）ルックの「セーブおねえさん」がおり、話しかけるとセーブしてくれる。

## ストーリー
小学生「炎部ワタル」は現生界の龍神町から神々の世界「神部界」の「創界山」へと召喚された。山を支配した魔界の者「ワルモンダー」の魔の手から救うべく忍部サクヤ、剣部アラゴトと共に旅をする。

## 登場人物

### 主要人物
炎部ワタル（ほむらべ ワタル）
声：田中真弓
本編の主人公。7月26日生まれ。血液型はO型。身長138cm、体重34kg。10歳。ごく普通の小学4年生だったが、神部界「創界山」に救世主として魔界の者ワルモンダーを退治すべく召喚された。戦部ワタルよりも遙かに遠い過去の時代の創界山の救世主で、その当時の龍神丸に乗って戦う。元気で真っ直ぐではあるが少々生意気でお調子者と、基本的な性格が戦部に似ており、ことあるごとに彼と張り合っていた。戦部と容姿も瓜二つだが、声が少々野太く、ワイルドな風貌をしている。
忍部サクヤ（しのびべ サクヤ）
声：西原久美子
牛月11日生まれ。血液型はA型。身長154cm、体重38kg。12歳。ワタルをサポートするために遣わされた忍部一族頭領。おしとやかな性格で、言葉遣いは丁寧だが結構毒舌。歴代一の華麗な忍法を操る。この時代に放映されていたアニメ「超魔剣栄光伝ワタノレ」のファンであり、同人誌が好きで、コミック創界山に目を輝かせるなどおたくな一面も。ヒミコの祖先でもあり、本作におけるヒミコ的なポジションであるが、ヒミコとは違い忍術は正統派。ワタルに気がある様子で、ワタルへの好意を隠さないワルリーヌに少々嫉妬している（しかし仲は悪いわけではなく会話は落ち着いている）。
剣部アラゴト（つるぎべ アラゴト）
声：塩沢兼人
犬月11日生まれ。血液型はAB型。身長193cm、体重71kg。サクヤと共にワタルをサポートするために遣わされた剣部一族の元長。異端の者を輩出するだけあり異端の美丈夫で、一刀流の達人だが、女好きで少し抜けているところがあり、そこは自身の子孫であるシバラクに似ており、本作におけるシバラク的なポジションである。サクヤを「お嬢」と呼び慕っており、彼女に害をなすものは許さず、彼女の行動を知っている。ワタルのことは「ぼうや」と呼んでいる。見た目通りに若いはずだがワタルからは「おじさん」、サクヤからは「おじさま」と呼ばれている。
ワルリーヌ
声：西村ちなみ
第一界層のガンボづくし村でワタルたちと出会った少女。一人称は「ボク」で、素直で無邪気で優しい性格。ワタルのことを気に入っており、色々手助けする。実はワルモンダーの娘で、魔界四姉妹の末っ子（四女）である。最終決戦でワルモンダーに体を憑依され襲撃するが、ワタルの活躍で解放される。ワルモンダー打倒後、どうなかったか不明。

### その他の人物
妖部オババ（あやしべ オババ）
声：丸山裕子
もんじゃ村の占い師。ワタルに創界山の現状を伝える。
銀之介（ギンノスケ）
声：千葉繁
チケットを使えばどこでもやってきてあらゆるものを売ってくれる商人。
メグ
声：豊口めぐみ
第四界層アイドリアンシティのヴァーチャルアイドル。生みの親のビル・ジョブスに操られており、歌う曲に人を洗脳する電波が混ぜられている。
たくろー
声：山口勝平
メグのファン。パソコン通信でワタルたちのことを知っており、メグを助けてほしいと頼む。ワタルたちが電脳空間にいる間、一時的にプレイヤーが操作することになる。
唄部千代子（うたいべ ちよこ）
声：小林優子
演歌を愛する第四界層サウンドエコー村の女性。しかし、演歌を嫌うワルトリンにけなされる。
ショタ郎（ショタろう）
声：大谷育江
第五界層アスリート村の少年。何でもメダルで順位をつける村において、メダルを持っていないためにいじめられている。
魔神鍛冶（ましんかじ）
第六界層の地下にいた魔神鍛冶。龍神丸を修理し天翔龍神丸の姿へと変化させた。その姿は『真 魔神英雄伝ワタル』に登場した鍛冶部トンカラリンに似ている。
システム系SE
声：宮村優子
主にツッコミとして使用する「なんでやねんボタン」（R1ボタン）を押すと発生する音声。

### 未来の創界山
テレビシリーズの時代のキャラクター。詳しくは、魔神英雄伝ワタルシリーズの登場人物も参照。
戦部ワタル（いくさべ ワタル）
声：田中真弓
一万年後の未来の救世主で、ワタルシリーズの主人公。未来の第三界層のボスであるリミッターによって、時空の果てに飛ばされてきた。炎部ワタルとは会った当初から喧嘩し張り合っていたが徐々にお互いを認め合う仲になる。
忍部ヒミコ（しのびべ ヒミコ）
声：林原めぐみ
未来から来たワタルの仲間の少女。サクヤの子孫で歴代頭領一の破壊力の持ち主。度々彼女を圧倒していた。また、戦闘中にサクヤの必殺技「ヒミコーリン」を使うとヒミコが召喚され、敵を攻撃する。
剣部シバラク（つるぎべ シバラク）
声：西村知道
未来から来たワタルの仲間の剣豪。アラゴトの子孫で、彼と同じく美人に弱い。戦神丸は本作には登場しない。

### ワルモンダー軍
ブリキントン
アニメ第1作『魔神英雄伝ワタル』に登場した一般兵士で、本作はワルモンダー配下の兵士として登場する。
ダルマン
テレビアニメ版にも登場する一般兵士。本作はワルモンダー配下の兵士として、第三界層以降から登場する。
おべんと娘
声：こおろぎさとみ
自分の料理を食べてもらいたい思いを付け込まれて、村人たちをお弁当の具にしてしまう。炎部ワタル最初の魔神バトルの相手。
カネワ・アルゾウ
声：松尾銀三
第一界層のボス。キャッシュバックで村の人々に金を与え怠け者にしていた。
モロ・モロQ
声：高木渉
リアルを追及する映画監督で被害者のはずの村人とグルになりワタルたちを苦しめた。なお、元の姿は落ち着いた性格である。
オシシ・マモモ
声：関智一
第二界層のボスで、コミック創界山の主催者。サクヤをセル画に閉じ込め自身のコレクションにしようとたくらんだ。
ワット
声：岸野幸正
ケイコータウンの支配者で、頭が電球なビリビリマンの部下。未来のワタルたちを誘拐していた。
サンダール
声：龍田直樹
元ロッカー。静電気で村人たちを痺れさせる。
ビリビリマン
声：梁田清之
第三界層のボス。自称救世主たちを奴隷にして強制労働させていた。
上記3人はテレビシリーズにも登場しているが、アニメ第21話に登場するトレイダーと彼の乗機・ヘルトレインは登場しない。
ビル・ジョブス
声：千葉繁
デジクロソフトの社員。メグの生みの親のプログラマーで口が忙しい男。
ワルトリン
声：桑島法子
魔界四姉妹の三女で、第四界層のボス。今時のコギャルのような性格でサウンドエコー村を我が物顔で支配している。妹のワルリーヌを「チビリーヌ」と呼んでいる。
カール・ジョンソン
声：郷里大輔
筋骨隆々な大男。なんでも優劣をつけたがる人々に失望し、自らが彼らの順位を決めていた。
ワルリリス
声：松本梨香
魔界四姉妹の次女で、第五界層のボス。男っぽい性格。アスレチック村を支配しており、村人たちを自分好みの体型に鍛えさせている。
ヨメイリ・コウゾウ
声：山口勝平
結婚式の司会者だが数々の結婚式を担当するうちに自分もお嫁さんが欲しくなり、サクヤに迫る。
ワルジョ
声：鶴ひろみ
魔界四姉妹の長女で、第六界層のボス。かつてアラゴトと付き合っていたが、嫉妬深い性格でそれ故の激しさについていけなくなった彼に逃げられる。
ワルモンダー
声：青野武
1万年前に創界山を支配した魔界の者で、本編の黒幕。村ごとに一つの価値観を定め、それを個人に押し付けることにより人々を管理していた。本来の姿は第七界層ムキリョク村の村長で元々は優しい人物だったらしい。

## 魔神

### 丸魔神
龍神丸（りゅうじんまる）
声：玄田哲章
炎部ワタルが乗る救世主専用魔神。龍神の使いである意思を持つ魔神。必殺技は剣龍の魂の宿った登龍剣とダッシュで勢いをつけてから斬りつける「幻影招龍破（げんえいしょうりゅうは）」、そして3体の魔神の力を合わせ放つ「昇龍烈火爆裂聖剣（しょうりゅうれっかばくれつせいけん）」。『超魔神英雄伝ワタル』では龍神丸 炎部型という名称。デザインは戦部型とは微妙に異なる。
天翔龍神丸（てんしょうりゅうじんまる）
声：玄田哲章
ワルジョのLLラヴァーズとの戦いで大破した龍神丸が魔神鍛冶により、「龍の剣」と「虎の勾玉」と「虹の鏡」の力で復活した創世期の伝わる伝説の魔神。天翔登龍剣で召喚する。
幻神丸 サクヤ型（げんじんまる サクヤバージョン）
サクヤが乗る忍部一族の忍者魔神で、炎部ワタルの時代での幻神丸といえる存在。鉢金を装備し、両肩に苦内の刃がある。
剣神丸（けんじんまる）
アラゴトが乗る侍魔神。シバラクの戦神丸に酷似しているが、全体の色が赤と緑になっている。両肩に陣羽織を装備するが、武装が二刀流。
龍神丸 戦部型（りゅうじんまる いくさべバージョン）
戦部ワタルが乗る未来の龍神丸。炎部型とは四肢の形や武器が若干変更されている。状況に合わせ様々に姿を変え強化する。

### ワルモンダー魔神
レンジ・デ・チン
おべんと娘が乗る弁当屋（コンビニ）型の魔神で、炎部ワタルが初めて戦う最初の相手。胸部のレンジから放つマイクロ・ウェーブが必殺技。
いらっしゃい魔神（いらっしゃいましん）
カネワアルゾウが乗る第一界層のボス魔神で、ATM型の魔神。左手からキャッシュカードを放ち攻撃する。
SFXザウルス
モロ・モロQが乗る頭部がカメラ状の怪獣型魔神で本人は魔神獣と称する。武器は伸縮自在のカチンコ。
ドウガヅクエーン
オシシマモモが乗る第二界層のボス魔神で、手にマジックハンドと紙袋を持ったトレース台型の魔神。顔面フラッシュと伸縮自在なマジックハンドが武器。
ライトサーチ
ワットが乗るライト型の魔神。テレビ本編19話と異なり、本作でのワタルが倒す。
ラクライガー
サンダールが乗る発電機型の魔神。落雷攻撃が最大の武器。ライトサーチ同様、本作でのワタルが倒す。
エレクトロン
ビリビリマンが乗る第三界層のボス魔神で、タービン型の魔神。肩から出すミサイルが武器。撃破後に2人のワタルの同時攻撃のムービーが入る。
Mr.イリュージョン
ビル・ジョブスが乗るCD製造機の魔神。手から大量のCDを発射して相手を攻撃する。
アムラーX55
ワルトリンが乗る第四界層のボス魔神で、カラオケ&アイドル型の魔神。歌で攻撃してくる。
ゴールドメダラー
カール・ジョンソンが乗るアスリート型の魔神。
シェイプU2
ワルリリスが乗る第五界層のボス魔神で、女性ボディビルダー型の魔神。トレーニング器具状のパーツで龍神丸を挟んでくる。
ジューンブライガー
ヨメイリ・コウゾウが乗る花嫁型魔神。手にしたブーケ型の火器で攻撃してくる。
LLラバーズ
ワルジョが乗る第六界層のボス魔神で、コンタクトレンズの点眼機風の魔神。その高い戦闘能力を駆使し一度は龍神丸を大破に追い込んだ。天翔龍神丸の最初の相手。
QTコアラッコ
ワルリーヌが乗るコアラとラッコを合わせたぬいぐるみ型の魔神。ワルリーヌがワルモンダーに洗脳され、ラストの3連戦の1番手として現れる。あまり攻撃はしてこないが、これはあくまで前哨戦にすぎない。
聖ラブリーフォー（セントラブリーフォー）
魔界四姉妹の魔神4体が合体した大型合体魔神。ラストの3連戦の2番手として現れる。QTコアラッコの武器の他、残りの3体の魔神の武器をすべて使いこなしてくる。
ワルワル・キョジョーン
ワルモンダー城が変形した超大型魔神で、ワルモンダー自ら操る。本編の最終ボス。

## アイテム
登龍剣
龍神丸を呼び出す剣。形状がアニメ第1作での戦部ワタルの2代目の武器「王者の剣」に酷似する。
未来のワタルと別れ際に交わした約束どおりにワルモンダー撃退後、第七界層に安置され、のちのテレビシリーズ最終話で再登場する。
天翔登龍剣
龍の剣を魔神鍛冶が鍛え直した剣。頭上より斬りつける必殺技・天翔登龍剣を放つ。
天の龍馬
聖なる森に棲む青白い龍馬。一度だけ願いを叶えるといわれる。
龍の剣
龍のレリーフが付いた伝説の剣。
虎の勾玉
虎の猛々しさが封印された勾玉。
虹の鏡
創界山の虹が創り出した奇跡の鏡。
剣王の剣
戦部ワタルが持っていた第三界層の聖神「黒鋼の剣王」の魂を内包する剣だが、折れている状態だった。彼が未来へ帰る時、聖なる森へ安置した。

## タイトル
| 話数       | サブタイトル                      | 舞台           | 舞台                        | 登場敵魔神                                            |
| ---------- | --------------------------------- | -------------- | --------------------------- | ----------------------------------------------------- |
| プロローグ | えっ!? ボクは救世主？             | 創界山のふもと | もんじゃ村                  | -                                                     |
| 01         | お弁当に、なりたーい              | 第一界層       | コンビニ村                  | レンジ・デ・チン                                      |
| 02         | お金があれば、しーあわせ♥         | 第一界層       | ガンボづくし村              | いらっしゃい魔神                                      |
| 03         | 行くぞ！ 超おもしろカッコいい隊！ | 第二界層       | エキストラタウン            | SFXザウルス                                           |
| 04         | “コミック創界山”って、なぁに？    | 第二界層       | キャラクターシティ          | ドウガヅクエーン                                      |
| 05         | 救世主がふたり!?                  | 第三界層       | ケイコータウン              | ライトサーチ                                          |
| 06         | 最強タッグ！ ワタルとワタル!!     | 第三界層       | ビリビリタウン              | ラクライガー、エレクトロン                            |
| 07         | V.I.に、もうメロメロ              | 第四界層       | アイドリアンシティ          | Mr.イリュージョン                                     |
| 08         | 演歌は人の心です！                | 第四界層       | サウンドエコー村            | アムラーX55                                           |
| 09         | 金メダルって、そんなに大事？      | 第五界層       | アスリート村                | ゴールドメダラー                                      |
| 10         | 体を鍛えて温泉へ！                | 第五界層       | アスレチック村              | シェイプU2                                            |
| 11         | 花嫁さんは…サクヤ!?               | 第六界層       | 花嫁村                      | ジューンブライガー                                    |
| 12         | 龍神丸、倒れる！                  | 第六界層       | サビレータウン              | LLラバーズ                                            |
| 13         | 新生！ 天翔龍神丸！               | 第六界層       | サビレータウン              | LLラバーズ                                            |
| 14         | 決戦！ ワルモンダー！             | 第七界層       | ムキリョク村 ワルモンダー城 | QTコアラッコ、聖ラブリーフォー ワルワル・キョジョーン |

## 主題歌
- オープニング曲「BOYS BE AMBITIOUS」（テレビ用エンディング曲より）

作詞 - 康珍化 / 作曲 - 立花瞳 / 編曲 - 萩田光雄 / 歌 - 三重野瞳
- エンディング曲「Another Step」

作詞 - 広井王子 / 作曲 - 田中公平 / 編曲 - 岸村正実 / 歌 - 田中真弓
※フルコーラスは「超魔神英雄伝ワタル 音楽編」に収録。

## 攻略本
- 超魔神英雄伝ワタル ANOTHER STEP ポケットガイド - ソフトバンク、1998年5月15日、ISBN 4-7973-0644-0
- トクマインターメディアムック ゲームの歩き方BOOKSシリーズ 超魔神英雄伝ワタル ANOTHER STEP - 徳間書店、1998年5月25日、ISBN 4-19-820043-2